# Rock, Paper, Shotgun
Rock, Paper, Shotgun（字面意思為岩石、紙張、獵槍，簡稱RPS）是英国的一家电子游戏新闻网站，由Alec Meer、Jim Rossignol、Adam Smith、John Walkerv、Kieron Gillen、Quintin Smith於2007年7月成立，2017年5月被Gamer Network收购。

## 主要人物
本來Kieron Gillen是網站一份子，但於2010年9月30日，Kieron Gillen宣布，他不再參與Rock, Paper, Shotgun的內容，而更專注工作與漫畫，但也將繼續擔任網站董事，偶爾為網站寫作品。但於2010年接手Gillen的作家Quintin Smith也於2011年7月辭職。
另外，Rock, Paper, Shotgun還有其他作家：
- Tim Stone
- Phill Cameron
- Lewie Procter
- Robert Florence
- Richard Cobbett
- Brendan Caldwell,
- Craig Pearson
- Lewis Denby
- Cara Ellison.

該網站上有四個主要人物：
- Alec Meer是一位遊戲記者於英國報章獨立報。[3]
- Jim Rossignol是一位作家和記者的電子遊戲。[1]
- Adam Smith是一位電子遊戲記者。